# Newman University (Wichita)
La Newman University è un'università privata di indirizzo cattolico con sede a Wichita, nello stato americano del Kansas.
Fu fondata nel 1933 dalle Suore adoratrici del Sangue di Cristo con il nome di Sacred Heart Junior College for women ed è intitolata a John Henry Newman.